# Maria d’Enghien
Maria d’Enghien   (Gubbio, 1367 (Gregorià) - Lecce, 9 de maig de 1446 (Gregorià)) va ser una noble italiana, comtessa de Lecce, princesa de Tàrent i reina de Nàpols. També va ser reina de Sicília, Jerusalem i Hongria pel seu casament amb Ladislau I de Nàpols (1406-14).
El 1384 va casar-se amb Raimundo Orsini i el 1393 tots dos van ser investits prínceps de Tàrent. Raimundo va morir el 1406, i aquell mateix any Maria va casar-se amb Ladislau I de Nàpols, de qui va ser la tercera muller. A la mort d'aquest el 1411, va ser empresonada per la seva cunyada, la nova reina Joana II de Nàpols durant un temps, i finalment va poder retirar-se a Lecce, on, juntament amb el seu fill Gianantonio Orsini dels Baus, príncep de Tàrent, va afavorir els interessos del rei de Catalunya-Aragó.